# Alhaurín el Grande
Alhaurín el Grande es un municipio español, vecino de Alhaurín de la Torre, en la provincia de Málaga, en la comunidad autónoma de Andalucía. Está situado en el centro-sur de la provincia, dentro de la comarca del Valle del Guadalhorce y del partido judicial de Coín.
Su término municipal ocupa una extensión de 73,1 km² que se extienden por la ladera norte de la sierra de Mijas y la vega del río Guadalhorce, donde se alternan los cultivos de cítricos y otros frutales con huertas. Tiene una población de 27 647 habitantes (INE 2024). Limita con Coín, Cártama, Alhaurín de la Torre y Mijas.
El origen del topónimo se debe a los árabes, que lo denominaron Alhaurín, siendo los Reyes Católicos los que le añaden el Grande, para distinguirla de la vecina localidad de Alhaurín de la Torre tras la conquista de ambos lugares en 1485.

## Historia

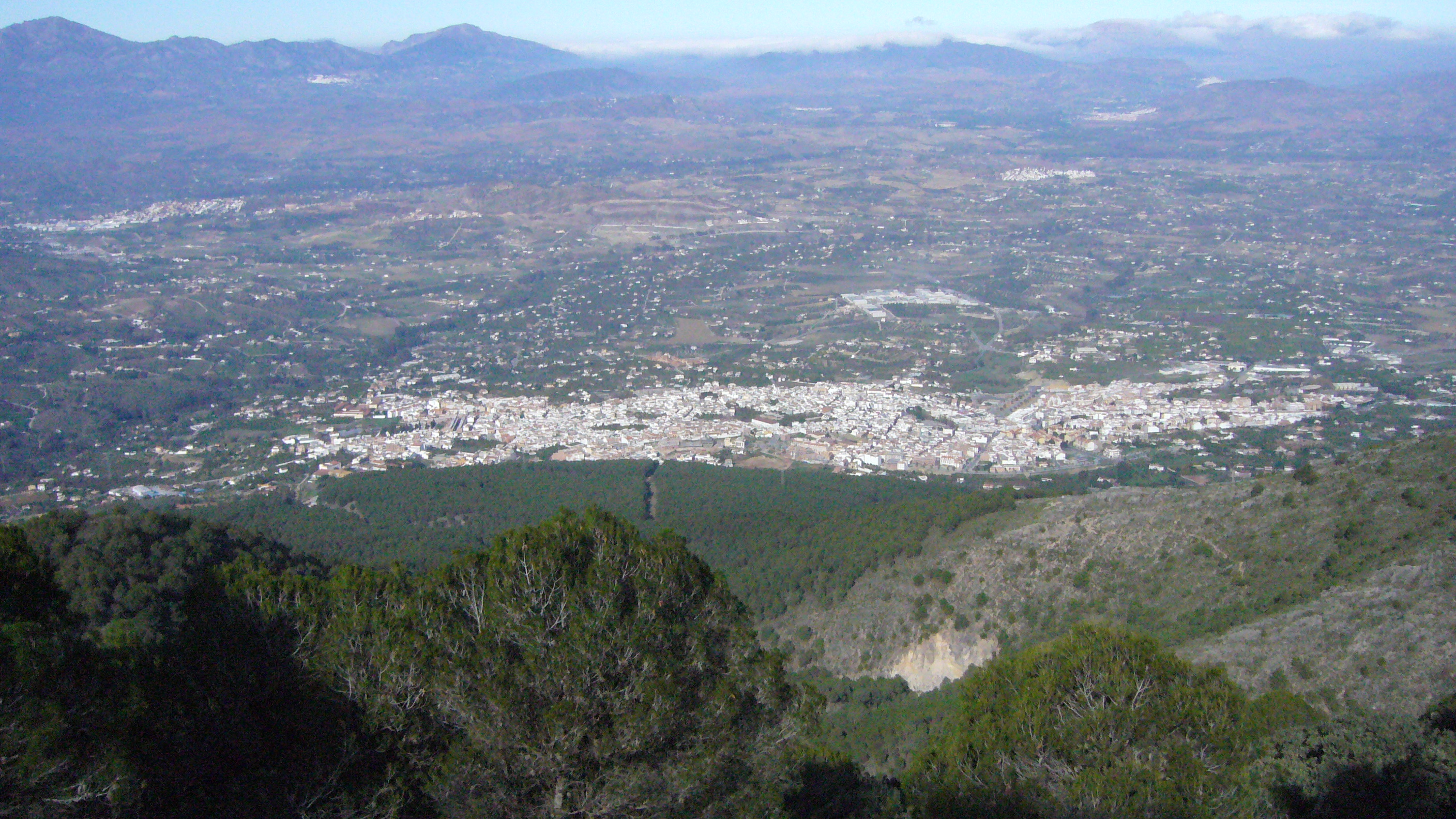
Vista de Alhaurín el Grande.

En su término municipal se han encontrado restos de distintas civilizaciones, desde las más antiguas hasta abundantes restos romanos y árabes. Y es que el municipio de Alhaurín el Grande ha visto como a lo largo de la historia, fenicios, griegos, romanos, visigodos y árabes se han asentado en sus inmediaciones.
Se cree que durante el Neolítico tuvieron lugar los primeros testimonios de la presencia del ser humano en este pueblo, algo que se puede constatar por los hallazgos encontrados en las Huertas Altas y cerca de la Casa Forestal.
Posteriormente, el crecimiento agrícola del lugar dio un gran salto de calidad con la llegada de los griegos, que dejaron sus métodos para cultivar las tierras, injertar olivos y podar viñas.
Más tarde, durante la Hispania romana, hay constancia de la existencia de diferentes asentamientos en varias zonas del término municipal de Alhaurín el Grande, como pueden ser la Dehesa Baja, el Camino de Coín o la Alquería. siendo los más importantes los de la Fuente del Sol y los de la Huerta del Niño, así llamada por haberse descubierto en la misma un enterramiento con una lápida funeraria de un joven romano, y es que de los romanos se han encontrado numerosos restos y objetos como columnas, cerámicas, monedas… aunque sin duda de los restos más importantes, el acueducto que existió en el Camino de Coín es el que más sobresale.
También se puede destacar la época andalusí. Durante estos siglos se potenciaron el comercio y la agricultura de la comarca. En el lugar donde actualmente encontramos el templo parroquial se debió encontrar la antigua mezquita, así como el castillo que guarnecía el Alhaurín islámico, hoy desaparecido. Algunos de los restos más sobresalientes de este periodo son el casi desaparecido Castillo de las Torres de Fahala, situado en el cerro de la Reina, la Torre de Al-Qayria de Urique y el Arco del Cobertizo. Estos restos arqueológicos y otros yacimientos de este periodo vienen a explicar la importancia estratégica de Alhaurín el Grande durante este periodo, así como su papel dentro del marco histórico de Al-Ándalus.
La villa fue conquistada por tropas de los Reyes Católicos en 1485, año en el que es incorporada a la Corona de Castilla, para que, en 1492, pase a constituirse en Consejo. Según algunas hipótesis, añadieron entonces la denominación romana de Laurin, a la que los árabes habían añadido el prefijo Al- el adjetivo “el Grande” para distinguirlo de su vecino: Alhaurín de la Torre o "Alhaurinejo" y se repartieron sus tierras entre los primeros pobladores.
En 1492, ante las quejas que presentan a la Corona de Castilla Juan de Malpartida y otros 20 labradores, el bachiller Juan Alonso Serrano procede a realizar un nuevo Repartimiento de los Bienes y Tierras de la localidad. En el mismo se aparecen las propiedades otorgadas a 70 vecinos (unos 300 habitantes). Es curioso reseñar como este documento recoge la existencia de la ermita de San Sebastián, fundada por los Reyes Católicos  y que presumiblemente ocupaba una antigua mezquita trasformada en templo cristiano.
Ya en la Edad Moderna se produce un significativo desarrollo urbano. Aparecen numerosas calles nuevas desplazándose el centro de la población a la plaza Baja y la calle Cilla (así llamada por hallarse en ella la "Cilla Decimal" de la población), apareciendo las calles de la Cruz, Real, Rosales Cantarranas, etc.

## Geografía humana

### Demografía
Cuenta con una población de 27 647 habitantes (INE 2024).
| Gráfica de evolución demográfica de Alhaurín el Grande entre 1842 y 2021                                              |
| |
| Población de derecho según los censos de población del INE. Población de hecho según los censos de población del INE. |

### Transporte público

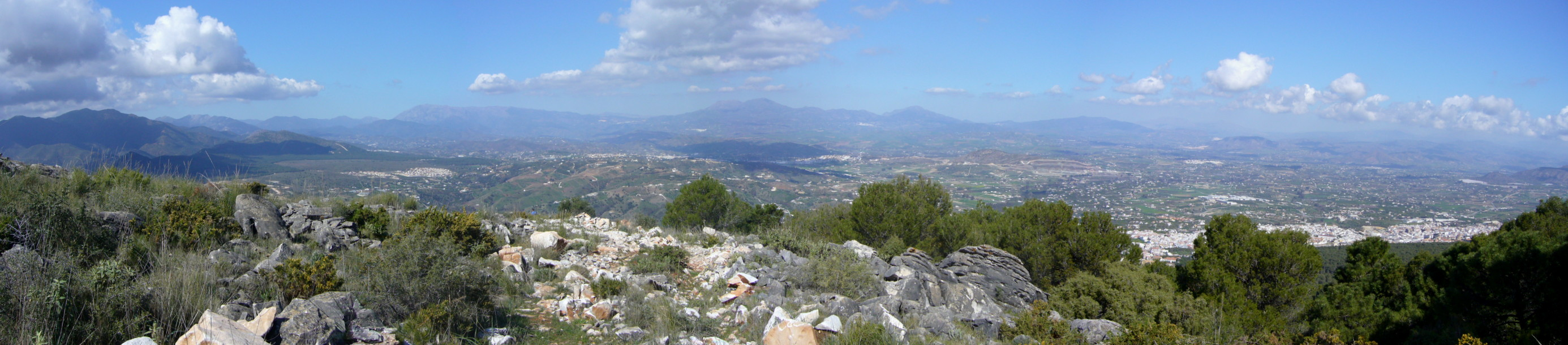
Panorámica desde Alhaurín el Grande.

Alhaurín el Grande está integrado en el Consorcio de Transporte Metropolitano del Área de Málaga, siendo varias las rutas de autobuses interurbanos que operan en su territorio. 

### Economía
| Gráfica de evolución de la deuda viva del Ayuntamiento de Alhaurín el Grande entre 2008 y 2022                                  |
| |
| Deuda viva del Ayuntamiento de Alhaurín el Grande, en miles de euros, según datos del Ministerio de Hacienda y Función Pública. |

## Política y administración
La administración política de la ciudad se realiza a través de un ayuntamiento de gestión democrática cuyos componentes se eligen cada 4 años por sufragio universal. El censo electoral está compuesto por todos los residentes empadronados en Alhaurín el Grande y nacionales de España y de los restantes Estados miembros de la Unión Europea. Según lo dispuesto en la Ley del Régimen Electoral General, que establece el número de concejales elegibles en función de la población del municipio, la Corporación Municipal de Alhaurín el Grande está formada por 21 concejales.
Las primeras elecciones municipales tras la instauración de la democracia en España fueron ganadas por el Partido Socialista Obrero Español de Andalucía (PSOE-A). A partir de 1987 triunfaría en las elecciones la coalición de centro-derecha Solución Independiente (SI) durante tres legislaturas.En el año 1999, el PSOE-A volvería a ganar las elecciones y un año después, Martín Serón, pasaría a ser el alcalde de la localidad al prosperar una moción de censura. En 2003 ganó las elecciones municipales con una amplia mayoría absoluta el Partido Popular (PP), resultado que se vio refrendado en la legislatura siguiente (2007-2011), en la que el PP obtuvo 12 concejales frente a los 7 del PSOE-A y los 2 que tuvo Izquierda Unida Los Verdes-Convocatoria por Andalucía (IULV-CA). 
Esta ventaja se ampliaría en la convocatoria de 2011, en la que el PP obtuvo 13 actas de concejales. Durante la legislatura el alcalde Martín Serón fue apartado un año de la alcaldía por una resolución judicial, siendo su sustituta Antonia Ledesma también del PP. Martín Serón recuperaría la alcaldía un año después.
El PP volvería a ganar las elecciones en 2015 con Martín Serón a la cabeza. En 2016 se presentó una moción de censura por parte del equipo de IU junto a PSOE y ASALH con el apoyo de una concejala del PP. En esta moción de censura la que fue alcaldesa durante un año en la anterior Legislatura, Antonia Ledesma, fue investida nueva alcaldesa del municipio, aunque esta en un principio representaba a un grupo Independiente terminó volviendo al PP. En 2019, a solo 15 días de las elecciones, vuelve a producirse una nueva moción de censura en la que sale victoriosa Teresa Sánchez (IU) que sería alcaldesa solo un mes ya que en las elecciones municipales de 2019 ganaría el PP con Antonia Ledesma a la cabeza por mayoría absoluta.
En el año 2023, tras 23 años casi ininterrumpido de mandato del Partido Popular, el bloque de las izquierdas compuesto por 100% Alhaurín (antiguamente conocido como Alternativa Socialista Alhaurina [ASALH]), que obtuvo 6 concejales, el Partido Socialista con 3 e Izquierda Unida con 2, lograron llegar a un acuerdo que consistiría un pacto de coalición con el que alcanzarían una mayoría absoluta de 11 concejales e impediría otros cuatro años de un mandato del PP, pues el PP obtuvo 9 concejales y Vox se estrenaría con tan solo uno.
| Periodo   | Nombre | Partido                                     |
| --------- | --- | ------------------------------------------- |
| 1979-1983 | Antonio Solano Rueda                                                                                       | PSOE                                        |
| 1983-1987 | Francisco Jiménez Díaz                                                                                     | PSOE                                        |
| 1987-1991 | José Ortega Pérez                                                                                          | SI                                          |
| 1991-1995 | José Ortega Pérez                                                                                          | SI                                          |
| 1995-1999 | José Ortega Pérez                                                                                          | PIE                                         |
| 1999-2003 | Miguel de la Rosa Naranjo (1999-2000) Juan Martín Serón (2000-2003)                                        | PSOE-CAD PP                                 |
| 2003-2007 | Juan Martín Serón                                                                                          | PP                                          |
| 2007-2011 | Juan Martín Serón                                                                                          | PP                                          |
| 2011-2015 | Juan Martín Serón (2011-2013) Antonia Ledesma (2013-2014) Juan Martín Serón (2014-2015)                    | PP                                          |
| 2015-2019 | Juan Martín Serón (2015-2016) Antonia Ledesma (2016-2019) Teresa Sánchez Ramírez (11/05/2019 a 15/06/2019) | PP XAlhaurin(hasta 2018)-PP Izquierda Unida |
| 2019-2023 | Antonia Ledesma                                                                                            | PP                                          |
| 2023-act. | Anthony Bermúdez Beltrón                                                                                   | 100% Alhaurín                               |

## Patrimonio

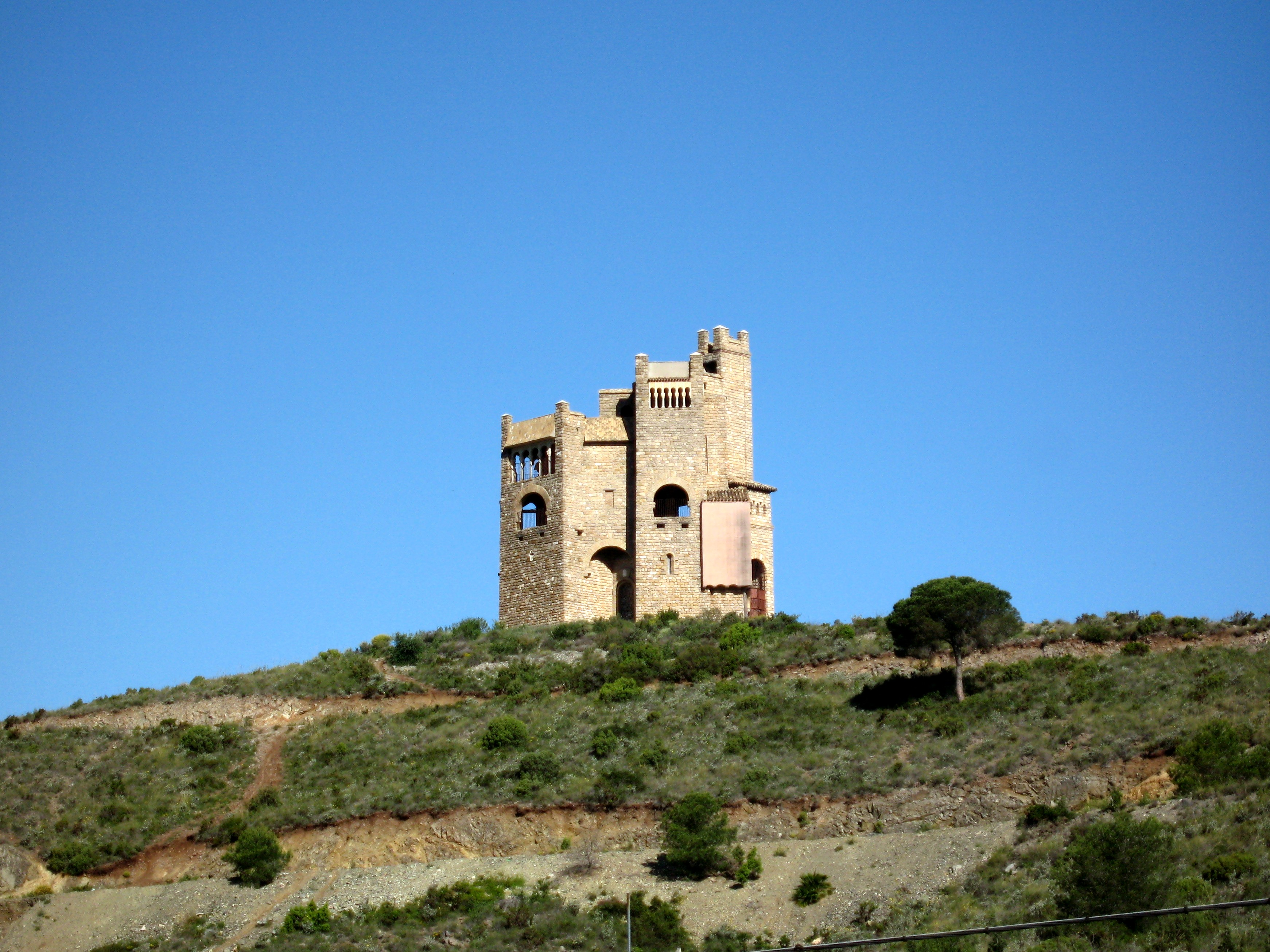
Depósito de agua en Alhaurín el Grande.

### Arco árabe del Cobertizo
Es un monumento que se encuentra en la localidad, data del siglo XII y se piensa que formaba parte de una muralla que protegía el pueblo.Se situaba en el zoco donde se vendían los productos agrícolas del pueblo y sus alrededores. Recientemente ha sido restaurado para lograr su conservación. Se encuentra situado junto a la parroquia de la encarnación, en el barrio del Bajondillo.

### Columnas romanas de la plaza de Ayuntamiento
Se encuentra en la plaza del Convento y desde aquí podemos ver gran parte del pueblo. Las columnas están situadas en la puerta del Ayuntamiento de Alhaurín el Grande. 

### Ermita de San Sebastián
La ermita de San Sebastián de Alhaurín el Grande es la capilla más antigua de la localidad, donde tiempo inmemorial se venera y da culto a la Sagrada Imagen de Nuestro Padre Jesús Nazareno por parte de la Real Hermandad que lleva su nombre, conocida como la de los "Moraos" y que cuenta con su propio sitio web.
Aparece reflejada en los Repartimientos de bienes y tierras que llevan a cabo las Reyes Católicos en 1492, tras la reconquista de Alhaurín, por lo que es posible que se tratase de un antiguo santuario árabe reconvertido en ermita cristiana en honor de San Sebastián.
Se trata de un edificio de planta rectangular rematada con camarín.Cuenta con dos sacristías laterales, una de las cuales se encuentra destinada a almacén y la otra a Sala de Juntas. 
En la sacristía de la ermita podemos encontrar una estela funeraria fechada en 1821 con el nombre del comerciante de origen irlandés D. Batolomé Costello y Fallon, nacido en 1776, hijo de Bartolomé Costello, natural de la Baronía de Costello, en Irlanda y de Emilia Fallón. La referida lápida estuvo ubicada hasta la Guerra Civil en el suelo de la ermita a los pies del Altar.
Hasta la Guerra Civil se veneraban en ella las imágenes de Nuestro Padre Jesús Nazareno, atribuida a Pedro de Mena, así como las de San Sebastián Mártir, San Roque, Nuestro Padre Jesús Resucitado, y las imágenes de una Verónica, un crucificado denominado Cristo de la Luz y una pequeña talla de la Virgen llamada Virgen del Socorro. Saqueado el templo en 1936 se produce su reconstrucción en las décadas siguientes.
El retablo, de traza neobarroca, es realizado en 1956 por Pedro Pérez Hidalgo. En la actualidad, y junto a Nuestro Padre Jesús Nazareno, obra de José Navas-Parejo (1941), se veneran las imágenes de María Santísima del Mayor Dolor, de Pedro Pérez-Hidalgo (1962), Nuestro Padre Jesús Resucitado, de Suso de Marcos (1982) y San Sebastián Mártir (de autor desconocido, y adquirida en 1947). Todas ellas son procesionadas por su Real Hermandad. Además de ellas, se da culto en su interior a las de Nuestra Señora de Fátima, Sagrado Corazón de Jesús, Virgen del Carmen y Santa Cecilia. En la Sacristía y Sala de Juntas se encuentran las de Nuestro Padre Jesús a su Entrada en Jerusalén, Inmaculada Concepción y San Pancracio.

### Ermita de la Santa Vera Cruz
Existen referencias de su existencia como edificio desde 1588. Dos siglos más tarde, en 1750, será ocupada por los franciscanos, adhiriéndose a finales de la centuria al Hospital de Santa Catalina, sito en la zona del actual Ayuntamiento. Será entonces cuando el conjunto pase a llamarse "Convento de San Francisco", manteniendo aún hoy parte de esa denominación. En 1812 fue destruida por los franceses, y no será hasta 1904 cuando se inicie su reconstrucción, finalizándose ésta en 1921. Se rinde culto a varios titulares, entre los que se distingue el Cristo de la Santa Vera Cruz, también conocido como "Señor del Convento".  además encontramos a María Santísima de la Soledad y el Santo Sepulcro.
Una celebración que no debe pasarse por alto, y que es acogida en la ermita de la Santa Vera Cruz, es la Candelaria, cada año decenas de niños acuden con sus familiares a visitar a la virgen y procesionar junto a ella.

### Ermita del Cristo de las Agonías
La ermita del Cristo de las Agonías fue construida en el año 1783. Así lo indica la inscripción que aún se conserva en la fachada, en la que se puede leer: “esta capilla se hizo a expensas y solicitud de Francisco Vicente de Burgos. Año de 1783”. Es un templo muy pequeño y de gran sencillez en el que se rinde culto al Cristo de las Agonías, una pequeña talla en madera en honor a la cual se celebra una romería anual.

### Ermita de San Antón
Esta ermita está situada en la parte alta del pueblo, en un barrio llamado "El Chorro".
En el día de la festividad de este santo es típico que todos los vecinas acudan con sus mascotas para que todas reciban la bendición del mismo. El santo es sacado en procesión por las calles del barrio y siempre es acompañado por una de las bandas del mismo pueblo. Al terminar la procesión es típico tomar chocolates con buñuelos.

### Ermita de San Isidro
Esta ermita se sitúa en la parte baja del pueblo, en la barriada de San Isidro, que se encuentra en la Carretera de Coín.
Data de 2004 y siempre en torno a su festividad acoge, en la puerta, una misa cristiana. Además, este día se celebra también la fiesta gastronómica de la cachorreña, plato típico andaluz.

### Ruinas de la Fortaleza de Fahala o Castillo de la Reina
Esta antigua fortaleza es de origen árabe y sus restos se encuentran en las afueras del pueblo en la zona conocida como Torres de Fahalas. Está situada sobre un cerro amesetado de 230 metros de altitud con una extensión cercana a los 20.000 metros cuadrados y todavía hoy pueden observarse restos de muros, cerámica, tejas y ladrillos. Este emplazamiento debió ser muy importante, así nos lo indican la altura y el grosor de los lienzos de la muralla conservados, de hasta 5 metros de altura por 2 de anchura.

### Torre vigía de Urique
Es una torre vigía árabe. Es la única torre de este estilo, junto con la de Cañete la Real, que se conserva. Estaba destinada a la vigilancia. Sus puertas de acceso están situadas en alto, para que solo pudieran acceder a ella con ayuda de una escalera de oro. Este edificio se mantiene en un estado de conservación bastante bueno, desde sus almenas podemos apreciar unas vistas impresionantes al valle del Guadalhorce. La torre cuenta también con una mazmorra que actualmente permanece tapada.
Por encargo del Excmo Ayuntamiento de Alhaurín el grande,  Sebastián Fernández López, llevó a efecto un grandioso trabajo sobre esta torre vigía. En 1987, la Diputación envió al Ayuntamiento de la localidad de Alhaurín el Grande un proyecto de restauración para este resto emblemático.
Durante los siglos XIV y XV, abundaron este tipo de edificios (“Al-gayara”) que es un tipo de unidad agrícola vinculada a un castillo.

### Fuente Lucena o de los Doce Caños
Es una fuente situada en la parte baja del pueblo, aquí antiguamente las mujeres iban a lavar e incluso a coger el agua para llevarla a sus casas.
Las aguas del nacimiento de esta fuente ya eran aprovechadas por los romanos, sin embargo la existencia de la misma no se puede constatar hasta mediados del siglo XIX. Sus aguas eran recomendadas para enfermos de tuberculosis de primer grado. Se conoce como Fuente Lucena debido a una familia procedente de Lucena (Córdoba), a quienes se le asigna su construcción.

### Molino de la Paca
Se encuentra en la carretera de Alhaurín de la Torre, km 74. Cuenta con más de 120 años de actividad y los visitantes pueden observar y comprender desde el método tradicional de obtención del aceite de oliva hasta las nuevas técnicas utilizadas, así como degustar o comprar los típicos productos regionales.

### Molino morisco de los Corchos
Está situado en la Cuesta de los Valientes, a las orillas del río Fahala. Es uno de los pocos molinos harineros de época árabe que se conservan en España. Está impulsado por la fuerza motriz del agua y utiliza el sistema de muelas de piedra. Fue construido para la molienda de trigo, aunque desde 1905 se dedicó a moler corcho, material que se utilizaba para conservar la uva y la granada, y de ahí que sea conocido como el molino de “Los corchos”.

### Portón de San Rafael
El arco del San Rafael o Portón de San Rafael fue construido en el siglo XVIII. Es un arco de forja incrustado en un arco de medio punto y daba entrada a la Hacienda de San Rafael, que formaba parte de una capellanía.

### Casa Consistorial, Cripta del antiguo convento franciscano
El Ayuntamiento o Casa Consistorial de Alhaurín el Grande ocupa el lugar que fue del antiguo Convento Franciscano. En sus bajos se han rehabilitado unas antiguas galerías que servían como granero de la comunidad religiosa, y que son conocidas como las "Cuevas del Convento". En ella se ofrecen actos culturales, como conferencias o exposiciones. También existe en el patio de Ayuntamiento una cripta que servía como lugar de enterramiento a la comunidad franciscana, y los vecinos vinculados a ella.

### Casa-Hermandad Museo de la Cofradía de la Santa Vera Cruz
La Real y Venerable Cofradía del Stmo. Cristo de la Vera-Cruz, María Santísima de la Soledad y del Santo Sepulcro debe su nombre a sus tres Sagrados titulares, el Santísimo Cristo de la Vera-Cruz que procesiona los días 1, 2 y 3 de mayo, María Santísima de la Soledad que lo hace cada año el Jueves Santo y Viernes Santo y el Santo sepulcro, que tiene su salida en la “Procesión Oficial” de la Semana Santa de Alhaurín el Grande, el Viernes Santo.

### Casa-Hermandad Museo de la Real Hermandad de Nuestro Padre Jesús Nazareno
Situada en calle Nueva, número 11, en esta Casa-Hermandad, provista de dos plantas y sótano, podemos admirar los ricos enseres de procesión de esta Real Hermandad, así como numerosas piezas históricas que cuentan con varios siglos de antigüedad. También de las piezas principales de los ajuares procesionales de Nuestro Padre Jesús Nazareno, María Santísima del Mayor Dolor y San Sebastián Mártir. Presenta una fachada singular, revestida de una magnífica azulejería, con motivos neobarrocos, que hace alusión a esta corporación nazarena. En esta Casa-Hermandad, igualmente tiene su sede el Taller de Bordado de la Hermandad, siendo utilizada también como lugar de ensayos de las Representaciones de Semana Santa que la Hermandad lleva a cabo y para las numerosas actividades formativas y culturales que esta entidad lleva a cabo a lo largo del año.

### Museo de la agricultura
Este museo es un importante referente turístico. El objetivo es trasladar los valores, cultura e idiosincrasia de nuestros antepasados que trabajaban la tierra con los utensilios que en las salas de este museo se exponen, además, se pueden observar elementos arcaicos de la vida cotidiana de los habitantes de este pueblo. Tiene sus puertas abiertas de lunes a viernes y la entrada es totalmente gratuita.

### Museo del Pan, El Colmenero de Alhaurín
El museo del pan Antonio García Gonzales se encuentra en la calle la cruz n.º 9 de Alhaurín el Grande. En este museo se encuentran todo tipo de materiales utilizados antiguamente para la elaboración del pan: desde lebrillos y hornos árabes a hasta un molino árabe. También cuenta con una sala de presentaciones y una sala de moliendas.
En este museo se muestra cómo se elaboraba antiguamente el pan en Alhaurín el Grande.

### Biblioteca Municipal Ildefonso Marzo
La biblioteca antigua se situaba en la plaza de la Legión. Ésta fue suprimida y en su lugar se creó una escuela de música. 
La nueva biblioteca se sitúa junto a la rotonda de la cruz. Es un edificio constituido por tres plantas, cada una de ellas con el fin de satisfacer una necesidad diferente. 
En la planta baja se encuentra un salón utilizado tanto para actos benéficos, conciertos, mítines políticos, etc. Además, en esta misma planta existe una sala de exposiciones. En la primera planta predomina la zona de ordenadores. Además, existen diversas salas donde se llevan a cabo cursos y donde se pueden llevar a cabo proyectos en grupo. La tercera planta, formada por dos salas, una primera dedicada a los más pequeños de la villa y una segunda donde solo puede acceder el alumnado a partir de bachillerato. 

## Cultura
Alhaurín el Grande tiene una gran tradición musical, contando con hasta siete bandas de música. 
La Cofradía de la Santa Vera+Cruz acoge a la Agrupación Músico-Cultural de la Santa Vera+Cruz (conocida popularmente como La Pepa) y a la Banda de Cornetas y Tambores, Música, Escuadra de gastadores y Guión de la Santa Vera-Cruz. Asimismo, la cofradía también cuenta con su propia Banda Escuela formada por niños y jóvenes músicos.
La Hermandad de Nuestro Padre Jesús Nazareno da origen a las dos Bandas de Cornetas y Tambores con Escuadra de Gastadores y Guiones de la Fundación Nuestro Padre Jesús (conocidos como Boinas Negras y Boinas Morás), y a la Banda de Música Nuestro Padre Jesús Nazareno.
Fuera del seno de las dos Hermandades de penitencia, Alhaurín el Grande cuenta con la banda de música de la Asociación Musical Manuel Amador.
Además la localidad cuenta con tres coros, entre ellos los coros de ambas hermandades, el coro LGante, el coro rociero de Nuestra Señora de Gracia, y diversos grupos de verdiales.
La fundación Gerald Brenan, ubicada en Alhaurín el Grande, está dedicada al estudio del escritor británico, quien pasó los últimos años de su vida en este municipio, legando todos sus archivos al ayuntamiento alhaurino.

### Festividades

#### San Antón, San Sebastián, San Isidro y la Virgen de Gracia.
El 17 de enero se celebra San Antón, con la tradicional Misa en su ermita, a cuyo término se realiza la bendición de animales y mascotas y la posterior procesión de la imagen por las calles del barrio de El Chorro, al finalizar con dicha procesión se lleva a cabo una tradicional degustación de buñuelos y chocolate.
El 20 de enero comienzan los Actos en Honor de San Sebastián Mártir, cuyo culto está documentado desde el año 1492. La procesión con la imagen se celebra el domingo posterior más próximo a la festividad y recorre la céntrica calle San Sebastián, desde su ermita hasta la parroquia de la Encarnación, donde se celebra una Solemne Eucaristía. A su finalización, el Patrón de la localidad retorna a su templo.
El fin de semana en torno al día de San Isidro Labrador, el 15 de mayo, se celebra la llamada Fiesta de la Cachorreña, la cual pretende, tanto fomentar como dar a conocer la ganadería y agricultura tradicional de la zona. El festejo da inicio con una Eucaristía en honor al patrón de los agricultores. Llegado el mediodía se puede degustar la Cachorreña junto con el mojete alhaurino. Además, se muestra a los y las visitantes algunas de los frutos y de las verduras de temporada criadas y cultivadas por los propios vecinos y vecinas de la localidad.
Cada año, tres días previos al 15 de agosto, la imagen de la virgen de Nuestra Señora de Gracia, visita tres barrios diferentes de la localidad, los cuales se adornan para recibir a la imagen. El día 14 la Virgen vuelve a la iglesia, donde pasará la noche para, finalmente, el día 15 de agosto llevarse a cabo la salida procesional de la imagen, la cual es portada por los jóvenes y las jóvenes que cumplen mayoría de edad ese año.

### Hermandades y cofradías
Tomada la población por los Reyes Católicos en 1485, desde entonces su historia ha corrido paralela a la de las hermandades y cofradías de la villa, en especial a las de las muy antiguas hermandades de la Santa Vera Cruz y de Nuestro Padre Jesús Nazareno, surgidas en el siglo XVI tras la conquista.
La Hermandad de Nuestra Señora de Gracia tiene su sede canónica en la parroquia de Nuestra Señora de la Encarnación, obra cuya edificación definitiva se realiza sobre las ruinas de una fortaleza árabe en 1553 y cuya imagen fue donada por los Reyes Católicos en 1487.
La Real Hermandad de Nuestro Padre Jesús Nazareno tiene su sede canónica en la antiquísima ermita de San Sebastián, fundada por los Reyes Católicos sobre un edificio cuya existencia está documentada ya en época andalusí y que aparece citado en los Repartimientos de 1492. Da Culto a las Sagradas Imágenes de Nuestro Padre Jesús Nazareno, María Santísima del Mayor Dolor, Nuestro Padre Jesús Resucitado y San Sebastián Mártir.
La Real, Muy Antigua, Ilustre y Venerable Cofradía Franciscana del Santísimo Cristo de la Vera Cruz, María Santísima de la Soledad y del Santo Sepulcro tiene su sede canónica en la ermita del Convento, que se asienta sobre los restos de un antiguo Convento Franciscano destruido por los franceses en 1812 durante su retirada de la localidad, hecho que causó la muerte de casi un centenar de alhaurinos.

#### Semana Santa
La Semana Santa es la celebración religiosa de mayor relevancia, declarada Fiesta de Interés Turístico Nacional de Andalucía por el Parlamento autonómico en 1999, durante ella Alhaurín el Grande se convierte en un pequeño Jerusalén con procesiones y representaciones teatrales de las escenas de la Pasión de Jesús llevadas a cabo de la Cofradía de la Santa Vera-Cruz.
Las representaciones de la Pasión de Jesús en Alhaurín el Grande tiene su origen en lo oscuro de los tiempos, surgiendo probablemente al tiempo de la fundación de las propias hermandades como forma de evangelización de los conquistados y de imposición y reafirmación de la fe cristiana, sin que exista constancia de su inicio

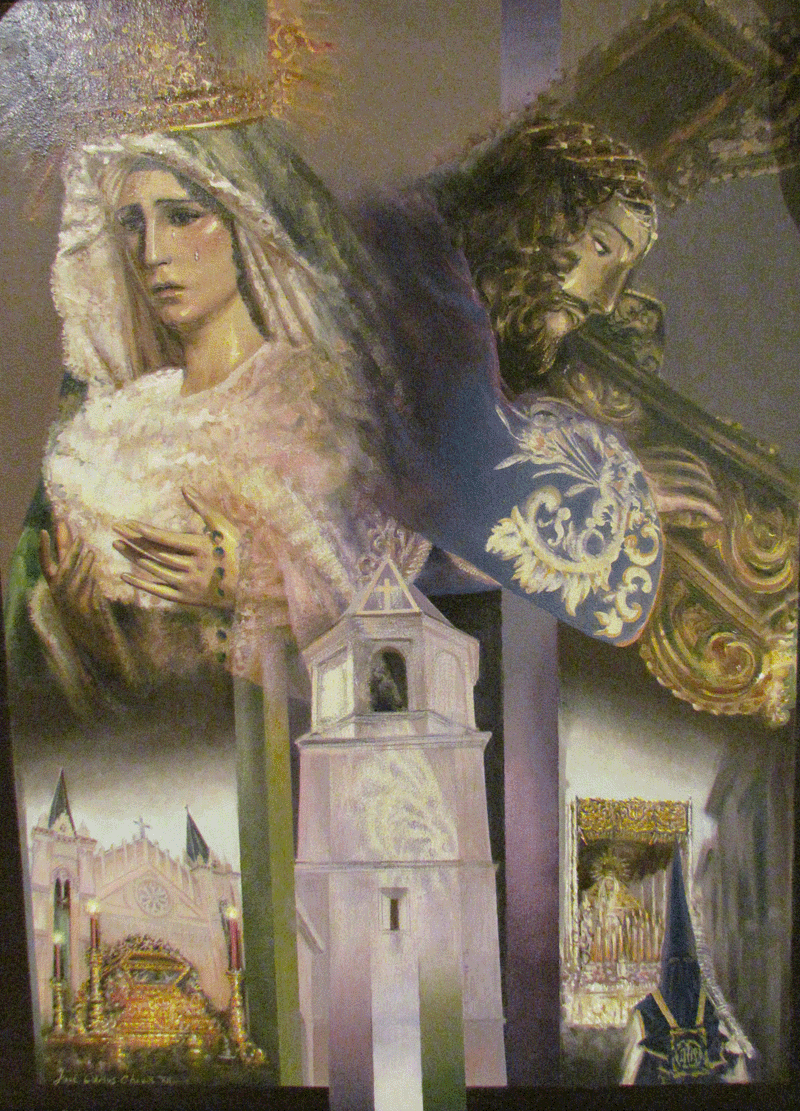
Cartel anunciador de la Semana Santa Alhaurina

Los primeros testimonios escritos que encontramos de las representaciones de La Pasión aparecen en el siglo XVIII, conservándose textos manuscritos originales de ambas Hermandades, así como crónicas publicadas que nos dan testimonio de cómo fue la Semana Santa de Alhaurín el Grande hasta la guerra civil española.
Con los acontecimientos de 1936 las Hermandades pierden todo el patrimonio que a lo largo de sus cuatro siglos de historia y gracias al esfuerzo de generaciones habían conseguido adquirir y, lo más importante, pierden también a las imágenes que durante siglos han sido objeto de la devoción de los alhaurinos y que eran procesionadas durante la Semana Santa. La imagen de Nuestro Padre Jesús Nazareno fue quemada y la del Santísimo Cristo de la Vera Cruz, destrozada. También desaparece la Virgen de los Dolores que ambas Hermandades compartían. Del igual modo, la Hermandad de Nuestro Padre Jesús Nazareno también pierde las tallas de Nuestro Padre Jesús Resucitado, San Sebastián, San Roque, Santa Mujer Verónica, Virgen del Socorro y la de un crucificado conocido, popularmente, como el "Cristo de la Luz", que era procesionado durante la Cuaresma y en la madrugada del Viernes Santo. La talla de Nuestro Padre Jesús Nazareno que se veneraba en la capilla que la Hermandad poseía en el cementerio municipal correría la misma suerte, siendo pasto de las llamas. La imagen de la Patrona, la Virgen de Gracia, también correría la misma suerte, arrojada a un pilar situado en la actual plaza Baja y posteriormente quemada. Como toda la indumentaria de las representaciones de Semana Santa y la mayoría de los enseres y túnicas que se usaban en los desfiles procesionales.
Finalizada la contienda las hermandades alhaurinas acometen su difícil proceso de reorganización. El primer paso fue el de adquirir nuevas imágenes para sustituir a las desaparecidas. La Hermandad de Nuestra Señora de Gracia adquiere una nueva imagen de la Virgen de Gracia, Patrona de Alhaurín el Grande, obra del escultor malagueño Francisco Palma Burgos, en agosto de 1937. La Cofradía de la Santa Vera Cruz adquiere en 1938 un crucificado, obra del sevillano Castillo Lastrucci. La Cofradía de la Vera Cruz adquiere, a José Navas-Parejo, en 1941, la imagen de María Santísima de la Soledad.
El 28 de abril de este mismo año, 1941, tiene lugar la llegada a Alhaurín el Grande de la nueva imagen de Nuestro Padre Jesús Nazareno, considerada una de las mejores obras de la vasta  producción de José Navas-Parejo, ya que en ella el autor aloreño, afincado en Granada, sienta las pautas para el modelo de Nazareno que realiza posteriormente para otros pueblos y ciudades. En 1947 la Hermandad de Nuestro Padre Jesús Nazareno recibe la nueva imagen de San Sebastián, que como la de Nuestro Padre Jesús Nazareno sustituye a la anterior. Ya en 1962 la Hermandad de Nuestro Padre Jesús Nazareno encarga a Pedro Pérez Hidalgo la imagen de María Santísima de los Dolores, que desde comienzos de la década de 1980 ve completada su advocación como María Santísima del Mayor Dolor. Por último, la Hermandad de Nuestro Padre Jesús Nazareno también adquiere en 1982, siendo Hermano Mayor D. Bernardo Manzanares Benítez, la talla de Nuestro Padre Jesús Resucitado, obra del escultor gallego afincado en Málaga Suso de Marcos.
Las dificultades económicas de la posguerra hicieron que las celebraciones de la Pasión permanecieran suspendidas hasta finales de los años cincuenta. No es hasta 1957 cuando, siendo Hermano Mayor de la Hermandad de Nuestro Padre Jesús Nazareno D. Miguel Pérez Plaza, se recupera esta celebración, tan tradicional en Alhaurín el Grande. Por primera vez desde la década de 1930 la Hermandad de Jesús vuelve a salir en procesión en Semana Santa. Pocos años después, en 1961 se reanudan las representaciones, para lo que se preparan nuevos vestuarios, más adecuados a la nueva situación, así como la actualización de la puesta en escena, dejando de usarse las caretas que cubrían el rostro de las personajes de La Pasión y cambiando la ubicación de las representaciones que pasan de la plaza Baja a llevarse a cabo en la explanada situada ante la capilla del Convento las correspondientes a la de la Santa Vera-Cruz y en la plaza Alta; en un primer momento, las de la Hermandad de Nuestro Padre Jesús Nazareno, pasando posteriormente a la plaza de San Sebastián y en la actualidad en la plaza Nueva.
Se produce también una renovación y actualización de los diálogos, que son adaptados a las nuevas circunstancias, dejando de ser el sacerdote el que narra las escenas y representa la imagen de Jesús.
En la actualidad la Semana Santa de Alhaurín el Grande da comienzo el Domingo de Ramos con la bendición de los ramos y las palmas, que se celebra en la parroquia de la localidad.
El miércoles tiene lugar las representaciones a cargo de la Cofradía de la Santa Vera-Cruz que pone en escena el Sacrificio de Isaac, El Arrepentimiento de la Magdalena, la Venta de Jesús por Judas, la Última Cena de Jesús y la Oración en la Huerto y El Prendimiento.

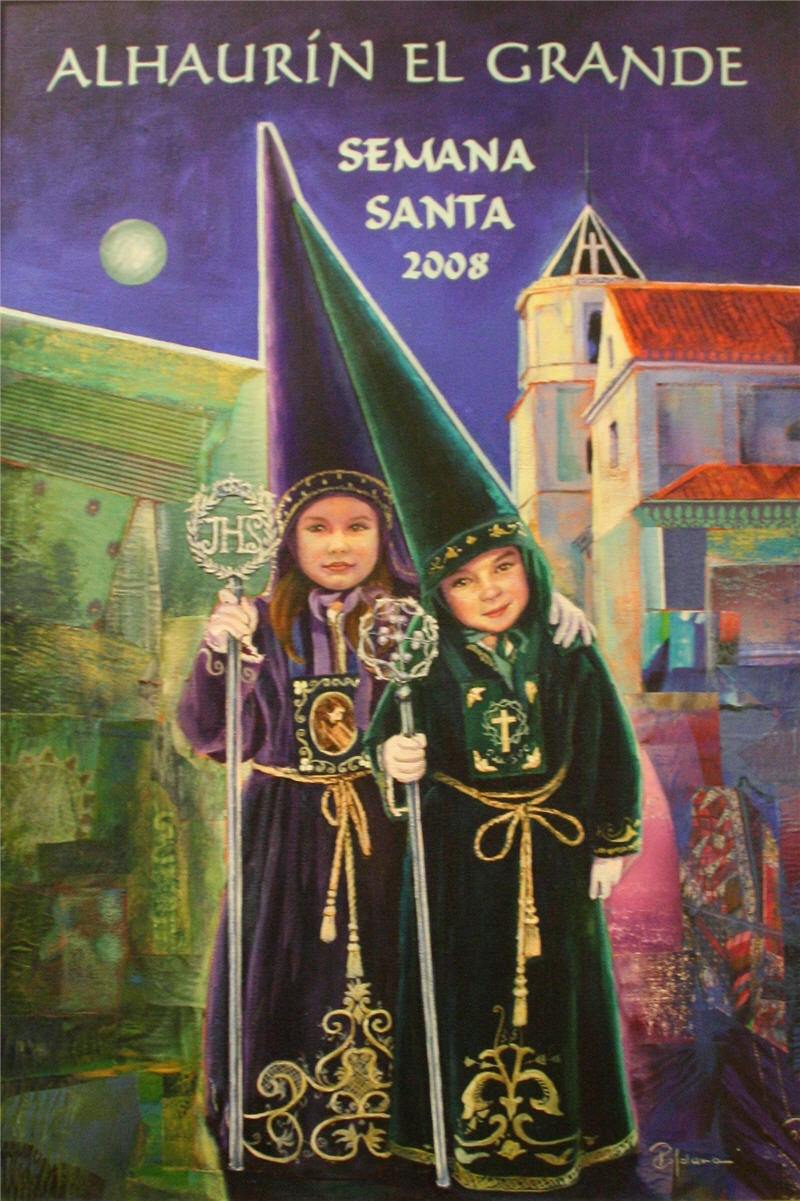
Cartel anunciador de la Semana Santa Alhaurina, aludiendo a los "Verdes" y los "Moraos", protagonistas de esta festividad en la localidad

El Jueves Santo por la tarde tiene lugar la procesión de María Santísima de la Soledad, acompañando la procesión los personajes que intervinieron en las representaciones del miércoles. destacar en dicha procesión la presencia del hermano mayor honorario de la Cofradía de la Santa Vera Cruz. La Guardia Civil, interviene en la procesión.
Por la noche a las diez, tiene lugar el Juicio de Jesús ante Caifás y Anás, Judas en el Sanedrin, Negaciones de Pedro, Jesús ante Pilatos I parte y Jesús ante Herodes y posteriormente el Desfile Procesional de la Imagen de Nuestro Padre Jesús Nazareno, cautivo llevado a hombros por los hermanos uniformados. A su llegada a la ermita de San Sebastián tiene lugar el “Encierro” y durante el recorrido procesional la representación de las escenas de Jesús Prendido conducido al Sanedrín.
El Viernes Santo es el día grande de la Semana Santa alhaurina. A las 6 de la tarde tiene lugar en la plaza Nueva la II parte del Juicio de Jesús ante Pilato, la Flagelación, Ecce Homo, Condena Muerte y la emotiva escena de la Entrega de la Cruz. A continuación tiene lugar la salida procesional de Nuestro Padre Jesús Nazareno, acompañado por María Santísima del Mayor Dolor, portada desde 1.982 en la noche del Viernes Santo por las hermanas de su Real Hermandad. Durante el recorrido procesional, el más multitudinario de cuantos tienen lugar en Alhaurín el Grande a lo largo del año, tienen lugar las representaciones en vivo de las escenas de Jesús con la Cruz a cuestas camino del Calvario; el Encuentro de Jesús con Simón Cirineo, Primera Caída y Encuentro con la Virgen y con María Magdalena, escenas todas ellas que tienen lugar en calle San Sebastián. En calle Real podemos asistir al encuentro con la Verónica y con las Mujeres de Jerusalén. Ya en la plaza Alta, se desarrolla la Segunda Caída, la tercera caída en calle Nueva y la llegada al Golgota. Son estas escenas de un impresionante realismo que conmueven a propios y extraños, teniendo su término en la ermita de San Sebastián. Al terminar la representación en calle Nueva, frente al antiguo Cuartel de la Guardia Civil, se realiza el tradicional encuentro entre los tronos de Nuestro Padre Jesús Nazareno y María Santísima del Mayor Dolor. Tras el mismo la Cofradía de la Santa Vera-Cruz lleva a cabo la representación de la Crucifixión de Jesús y el Descendimiento, siendo esta una representación de una puesta en escena espectacular y un realismo inigualable. Tras su finalización, tiene lugar la salida del Santo Sepulcro, y detrás la Virgen de la Soledad, totalmente de negro dándole un aire muy especial de paz y de melancolía, siendo esta la Procesión Oficial de la Semana Santa alhaurina.
El Sábado de Gloria a partir de la media noche tiene lugar la representación en vivo de La Resurrección de Jesús llevada a cabo por La Hermandad de Nuestro Padre Jesús Nazareno y la Santa Vera-Cruz.
EL Domingo de Resurrección como colofón a la Semana Santa tiene lugar la Procesión de Nuestro Padre Jesús Resucitado, que corre a cargo de la Real Hermandad de Nuestro Padre Jesús Nazareno y hace su salida desde la ermita de San Sebastián.
Día de la Cruz
Esta festividad tiene lugar los días del 1 al 3 de mayo. En los primeros días de este mes Alhaurín el Grande vive una de sus grandes fiestas. En estos días la Cofradía de la Santa Vera Cruz (los verdes), organizan distintos actos y cultos religiosos, además de desfiles de bandas de música y diversas procesiones en honor al Cristo de la Vera Cruz.
Durante estas fiestas, el pueblo es adornado con cruces (cruces de mayo), y paños verdes en sus balcones.
Día de Jesús
Se celebra ocho días después del Corpus Christi, en estos días la Hermandad de Nuestro Padre Jesús Nazareno (los moraos), se encargan de organizar diferentes actos y cultos religiosos, además de llevar a cabo desfiles de bandas y procesiones por el pueblo en honor a Nuestro Padre Jesús Nazareno. Al igual que en la fiesta del "Día de la Cruz", los balcones también se adornan, pero esta vez con paños de color morado.
Romería en honor al Cristo de las Agonías
Se lleva a cabo en el mes de septiembre, más concretamente en la segunda semana de dicho mes. Todos los actos que se realizan tienen lugar en honor al Cristo de las Agonías. Esta fiesta comienza con una misa en la parroquia del pueblo, y continúa con un desfile de carrozas y caballistas que van acompañando a la imagen del cristo hasta la Finca la Mota. En esta zona tiene lugar una jornada donde toda la población puede divertirse.

#### Otras fiestas
Los Carnavales son considerados los más importantes de la provincia de Málaga después de los de la propia capital. Destaca el Concurso de Agrupaciones que se celebraba en el Teatro-Cine San Francisco y en la actualidad se celebrara en el Teatro Antonio Gala y en el que participan murgas y comparsas de toda Andalucía, además de las agrupaciones locales.
La Feria se celebra a finales de mayo, concretamente comienza el miércoles y acaba el domingo, coincidiendo con el último domingo de mayo. Cuenta con un recinto ferial situado en el casco urbano pionero entre los de su clase. En este, se montan dos casetas, una de ellas para los jóvenes del pueblo, ambientada con música y bebidas, y una caseta municipal, donde venden comida y bebida las principales asociaciones locales: los "Moraos", la Pepa, la Peña Flamenca, etc. Por otro lado, tanto el viernes como el sábado de feria se celebra la "feria de día", situada en las calles del centro histórico, caracterizada por su comida y su buen ambiente. Tanto en la feria de día como en la de noche se puede disfrutar de diferentes actuaciones. El primer día por la noche, se procede a la elección de reina y míster juveniles. El jueves de día se lleva a cabo una comida (paella) en la caseta del recinto ferial para los mayores del pueblo, en esta misma comida se lleva a cabo la elección de reina de los mayores. Y es el sábado en la feria de día cuando se procede a la elección de reina de las pequeñas del pueblo. Por último, el domingo a las doce de la noche se produce un espectáculo de fuegos artificiales, que da fin a la feria de mayo. Sin duda una de las ferias más representativas de la provincia de Málaga.
Cabe destacar así mismo las fiestas en honor de María Auxiliadora de la pedanía de Villafranco del Guadalhorce como son la Romería el día 1 de mayo y la Feria a principios de julio.

## Medios de comunicación
La televisión (ATV) comenzó sus emisiones en 2002.
Alhaurín Radio emite en el 107.0 FM. 
Otros medios de comunicación que trabajan desde la localidad son la revista Lugar de Encuentro, CASC, o la ya desaparecida Radio Fahala.